# Bárbara Briceño
Bárbara Briceño Rabanal (Lima, 14 de mayo de 1996) es una jugadora de voleibol de Perú. Es internacional con la Selección femenina de voleibol de Perú. Compitió en el Grand Prix de Voleibol de 2014 y de 2015.

## Clubes
| Club                      | País           | Año       |
| ------------------------- | -------------- | --------- |
| Universidad César Vallejo | Perú           | 2013-2015 |
| Western Nebraska CC       | Estados Unidos | 2015-2017 |
| Dakota State Univ.        | Estados Unidos | 2018-2020 |